# Max Britzelmayr
Max Britzelmayr (n. 7 ianuarie 1839, Augsburg – d. 6 decembrie 1909, Augsburg) a fost un pedagog, acuarelist și desenator precum briolog, lichenolog și micolog german de origine bavareză. Abrevierea numelui său în cărți științifice este Britzelm..

## Biografie

### Pedagog

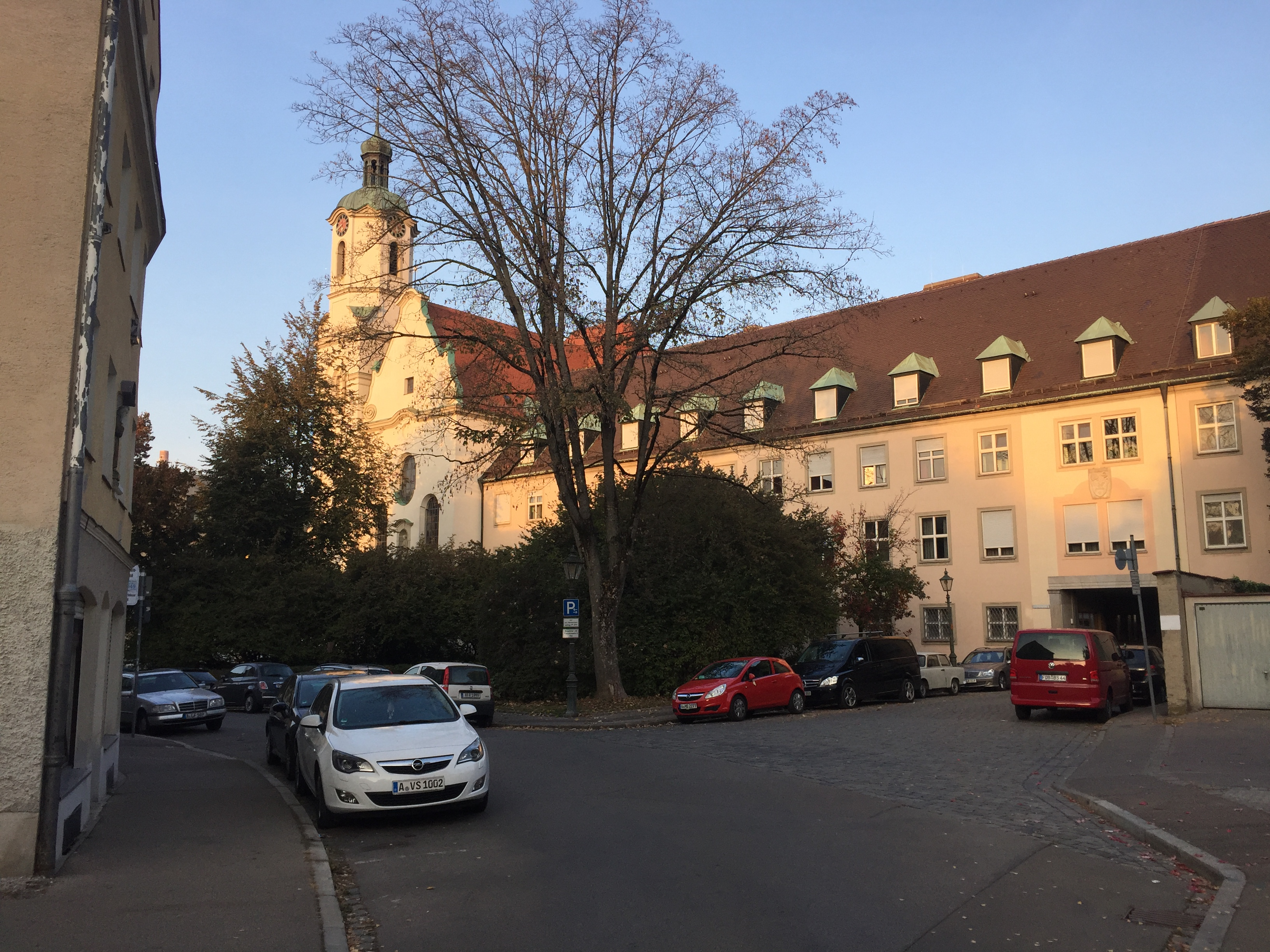
Sf. Ștefan, Augsburg

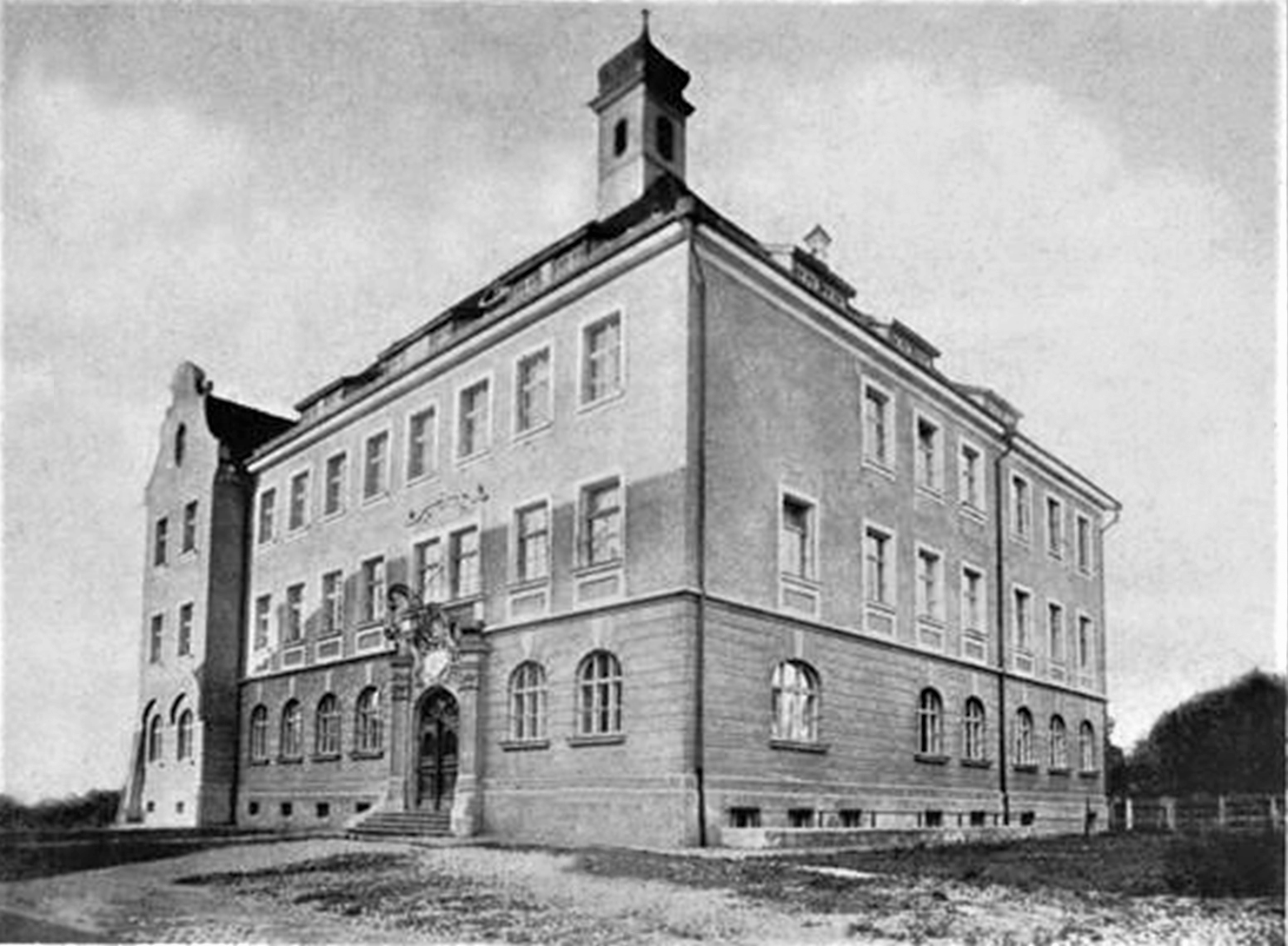
Fostul colegiu didactic, Lauingen

Născut la Augsburg ca fiu al unui învățător, Max s-a bucurat de o educație foarte bună ca și cei șase frați ai lui. După patru ani de școală primară, sa alăturat școlii latine (liceu) al mănăstirii Sf. Ștefan din oraș, dar a părăsit instituția deja după ce a terminat primele două clase, potrivit voinței tatălui, fiind înscris de el la colegiul de formare a cadrelor didactice din Lauingen. În 1859 a absolvit colegiul ca al doilea cel mai bun, iar în 1861 a fost primul în examenul de angajare. După ce a lucrat timp de câțiva ani ca profesor asistent la școala tatălui său (Școala Domului), având prilejul de a se pregătii excelent nu numai teoretic ci și didactic pentru profesia sa, a devenit profesor la Sf. George din Augsburg în 1865. În același an s-a căsătorit cu Marie Paulin, fiica unui director de fabrică, cu care a avut 3 copii (1 fiu, 2 fete). De menționat este, că, după ce a părăsit liceul, și-a continuat studiile în limba latină cu ajutorul unui frate care era filolog clasic. A obținut prin autoinstruire o cunoaștere aprofundată a limbii franceze, care i-a permis să folosească și publicațiile de autori francezi în studiile sale științifice ulterioare. A dobândit de asemenea cunoștințe în limba engleză.
Datorită  eficienței și cunoștințelor sale considerabile în calitate de profesor, a atras în curând ochii autorității superioare și când, în 1873, a apărut nevoia de a susține pe referentul pentru școlile ale regiunii administrative Șvabia cu un expert excelent, Britzelmayr a fost ales și numit inspector tutor școlilor în districtele Augsburg și Neuburg.
Ca atare, a dezvoltat o activitate cuprinzătoare de reformă. El a suflat un spirit nou și proaspăt în corpul didactic din Șvabia și a adus ordine precum un sistem uniform în învățământ. Parțial singur, parțial în asociere cu colegi competenți, a scris manuale și a sugerat alte mijloace de muncă pentru a fi folosite în lecțiile școlare. Dacă, la început, la fel ca aproape fiecare reformator, a găsit adesea contradicție și opoziție (astfel nu a fost deosebit de popular între învățători din cauza exactității și a rigorii sale în cadrul examinărilor și vizitelor), și-a văzut munca sa precum activitatea sa încoronate de succes, fiind nu în ultimul rând recunoscute de colegii săi profesioniști.
În anul 1899, când a fost pensionat din cauza unei suferințe fizice, a fost onorat pentru meritele sale prin acordarea Ordinului Regal Bavarez al Sf. Mihai de către Luitpold, Prinț Regent al Bavariei.
Britzelmayr a fost predispus versatil: nu numai pedagog și  naturalist, ci de asemenea un bun, muzician, poet, și pictor. A fost în special un desenator și acuarelist excelent, într-adevăr, unul dintre cei puțini, care au desenat fără ajutorul unui agent de stingere. Fiecare linie trebuia să fie corectă pe prima mișcare. Arta lui strălucitoare de desen i-a fost de mare folos în lucrarea sa botanică, permițându-i să-și completeze diagnozele și descrierile cu imagini pe deplin realiste.

### Lichenolog și micolog
Deja ca elev la liceu s-a preocupat cu natura și a început să o iubească, făcând prime  studii botanice sub îndrumarea profesorului său de latină, părintelui benedictin Rauch de la Sf. Ștefan, un prieten entuziast al naturii. Cu toate acestea, Britzelmayr nu a putut continua să le urmeze, deoarece și-a petrecut tot timpul liber cu formarea profesională. De abia în 1865 s-a întors la botanică, urmărind studiile botanice cu înțelegere profundă și cu propria sa energie durabilă. Ca și în cazul aproape oricărui cercetător de ciuperci, a precedat și la el preocuparea cu plantele fanerogame și a colaborat la herbarul lui Carl Gabriel Baenitz (1837-1913), fiind susținut și condus de cei mai cunoscuți botanici ai regiuni în această materie, cum au fost Jakob Friedrich Caflisch (1817-1882, botanist și fitogeograf), Otto Roger (1841-1915, medic, paleontolog și arheolog), August Holler (1835–1904 medic, botanist și briolog) precum Carl conte Du Moulin-Eckart zu Bertholdsheim, (d. 1881, preot și botanist) cu care a avut o corespondență spornică. Din păcate, nu a publicat aproape nimic în acest domeniu.

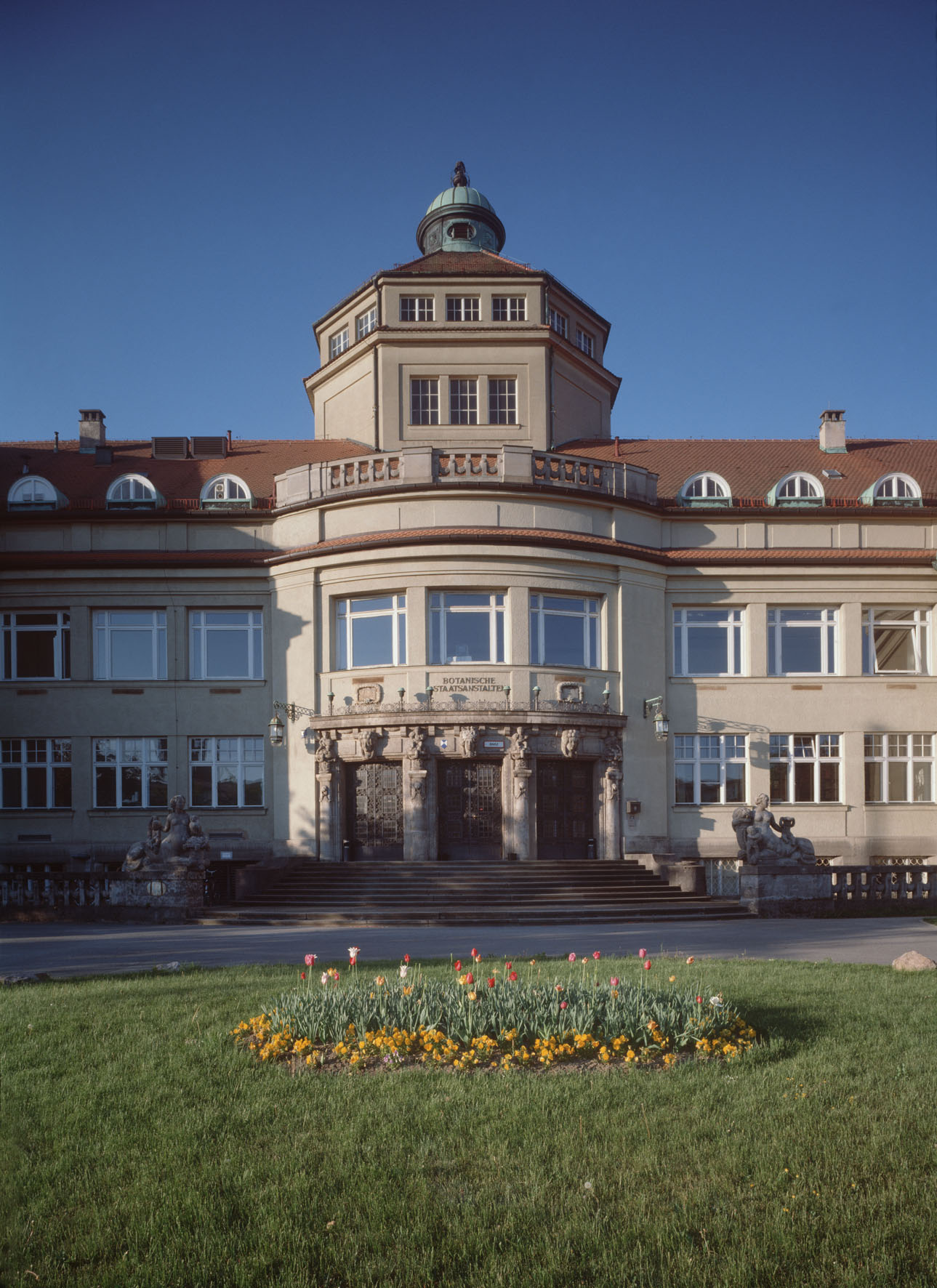
Institutul de Botanică, München

Mai târziu, din anii 70 ai secolului, a studiat criptogamele, începând cu mușchii și încrengătura ascomicetelor, înainte de a se concentra deplin pe sfera dificilă a lichenilor și așa ziselor „himenomicete” (astăzi ordinul Agaricales). Primul impuls pentru determinarea acestor ciuperci l-a căpătat prin cartea Die Pilze - Eine Anleitung zu ihrer Kenntnis („Ciupercile - Un ghid pentru cunoașterea lor”, astăzi învechită) a cunoscutului profesor universitar german de botanică, specializat în briologie și micologie Friedrich Otto Wünsche care i-a a servit drept prima carte auxiliară. În cursul acest studiu dificil a fost foarte susținut de renumitul  micolog austriac Stephan Schulzer von Müggenburg. Prin sârguință neobosită și utilizarea conștiincioasă a puținului timp liber care i-a permis serviciul său epuizant, a dobândit pe calea auto-predării un instructaj precum o educație științifică profundă și cuprinzătoare pe care a extins-o în mod remarcabil prin cele multe relații prietenoase cu reprezentanți ai subiectelor sale principale, în afară de sus numiții Holler și Schulzer, de asemenea cu Ferdinand Arnold (1828-1901) și Heinrich Friedrich Rehm (1828-1916). Astfel i-a fost permis să concureze cu cei mai capabili oameni de știința sa specială și să îndeplinească realizări care au dat numelui său un sunet științific bun peste hotarele Germaniei. 
Omul de stiință a descris aproximativ 2000 specii, din care cele mai multe au fost determinate corect. Nimeni, care se ocupă s-a ocupat în detaliu cu lichenii și ordinul Agaricales, va avea voie să treacă de Britzelmayr  cu neatenție. În aprecierea operei sale trebuie să ne amintim, că a intrat într-un domeniu dificil într-un moment, în care doar câțiva pionieri au făcut o muncă de pregătire. Chiar dacă el nu a pătruns pretutindeni cu opiniile sale științifice și chiar a aflat contradicții și provocări (astfel Giacomo Bresadola l-a criticat, pe când Pier Andrea Saccardo l-a lăudat), valoarea lui nu poate fi prejudiciată deloc. Întreaga operă, luată împreună cu o grosime de aproximativ 600 de pagini și dotată cu ilustrații multiple, deseori colorate, reprezintă o mare ispravă. Este prima lucrare care ia în considerare în mod egal toate grupurile mai mari de ciuperci, astfel familiile Thelephoraceae, Clavariaceae, Corticiaceae, Hydnaceae cu formele resupinate (d. ex. Odontia), mai departe Polyporaceae, Tremellaceae precum sutele de Agaricaceae, prezentând aproape toate speciile ale lui Elias Magnus Fries. Celelalte mari lucrări grafice ale timpului, de exemplu cele ale lui Fries (Icones selectae), Giacomo Bresadola, Émile Boudier, Claude Casimir Gillet, Mordecai Cubitt Cooke sau Adalbert Ricken, sunt mai limitate referitor la anumite grupuri sau oferă doar o selecție. Bavaria de Sud a trecut printr-o explorare similară prin Britzelmayr, ca Silezia prin contemporanul său Joseph Schröter.
În primele zile ale lunii decembrie 1909, s-a răspândit vestea șocantă și absolut de neașteptată, că Max Britzelmayr a fost lovit de un accident vascular cerebral. Toată lumea a fost de bună speranță că s-ar însănătoși. Dar aceasta a fost înșelătoare. Pedagogul, savantul și membrul onorific scump al asociației a murit la 6 decembrie 1909, plâns de soția lui și cei 3 copii. La înmormântare cu trei zile mai în urmă, elogiul l-a ținut față de sute de îndoliați președintele tribunalului regional și botanistul Lorenz Gerstlauer (1853-1949). 
În moștenirea sa s-au găsit încă desene precum un text început pentru o lucrare despre himemicetele din Alpii Allgäu, cu care a început să se ocupe în vara anului 1909, dar la finalizare l-a împiedicat moartea. Herbarul de ciuperci vast al savantului a fost revizuit de micologii Johann Stangl (1923-1988) și Andreas Bresinsky (n. 1935). Acuarele și desenele cu creion precum și analizele caracteristice asupra himenocetelor bavareze publicate în operele lui sunt păstrate în colecția de stat a Institutului Botanic al Universității din München.

## Specii descrise de Britzlmayr (selecție)

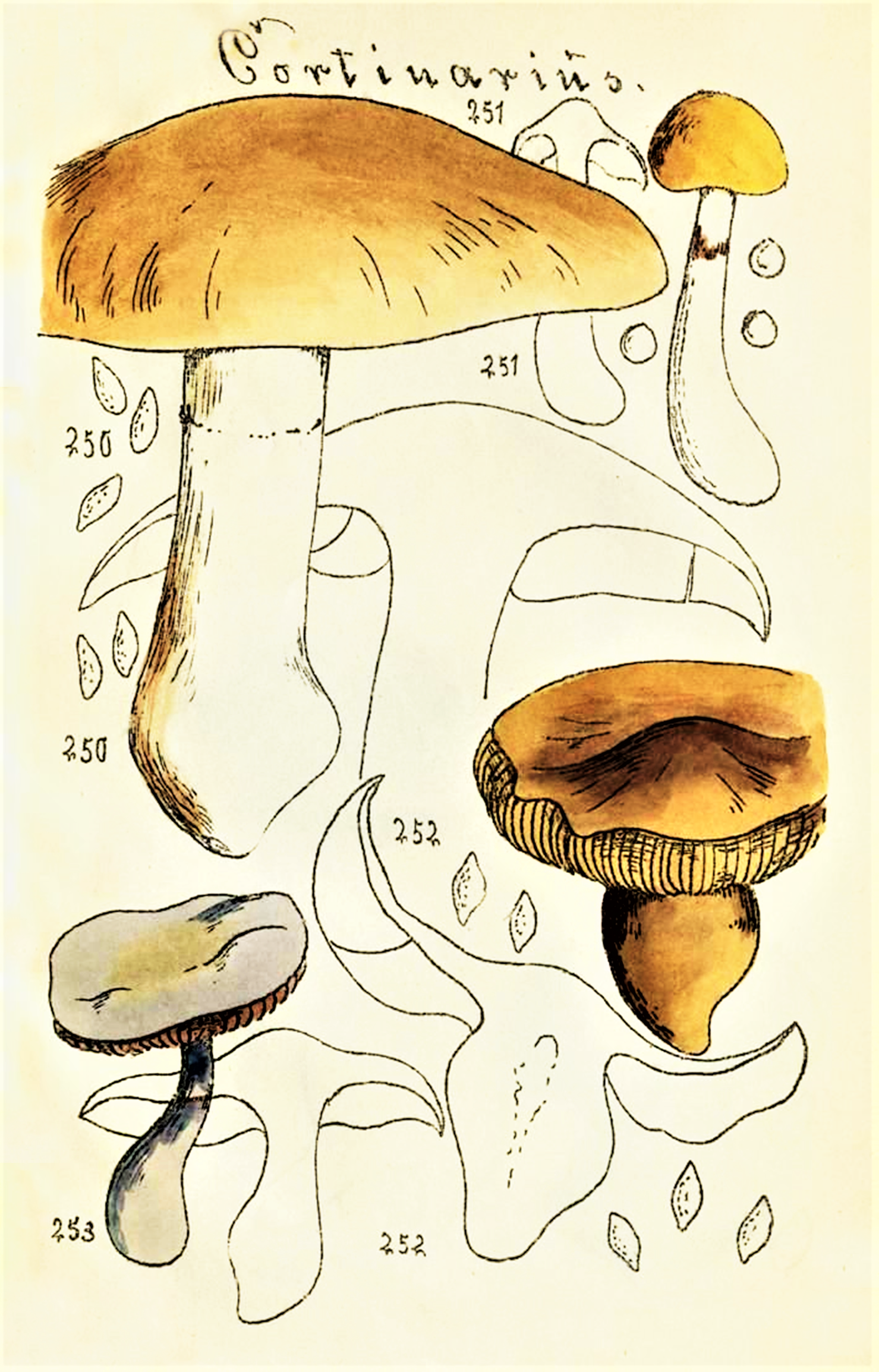
Britzelm.-Cortinarius, 1892

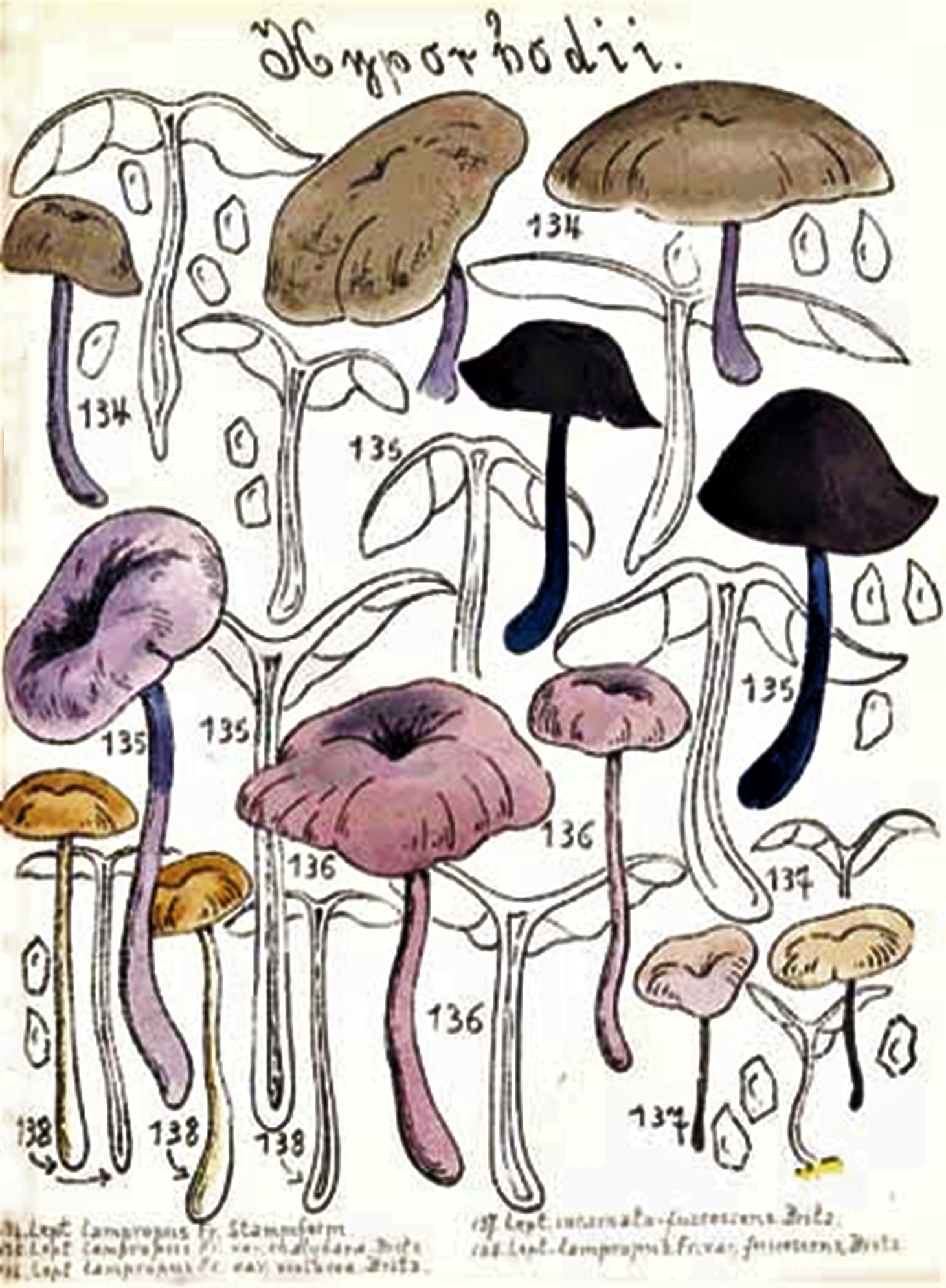
Britzelm.-Hyporbodii, 1891

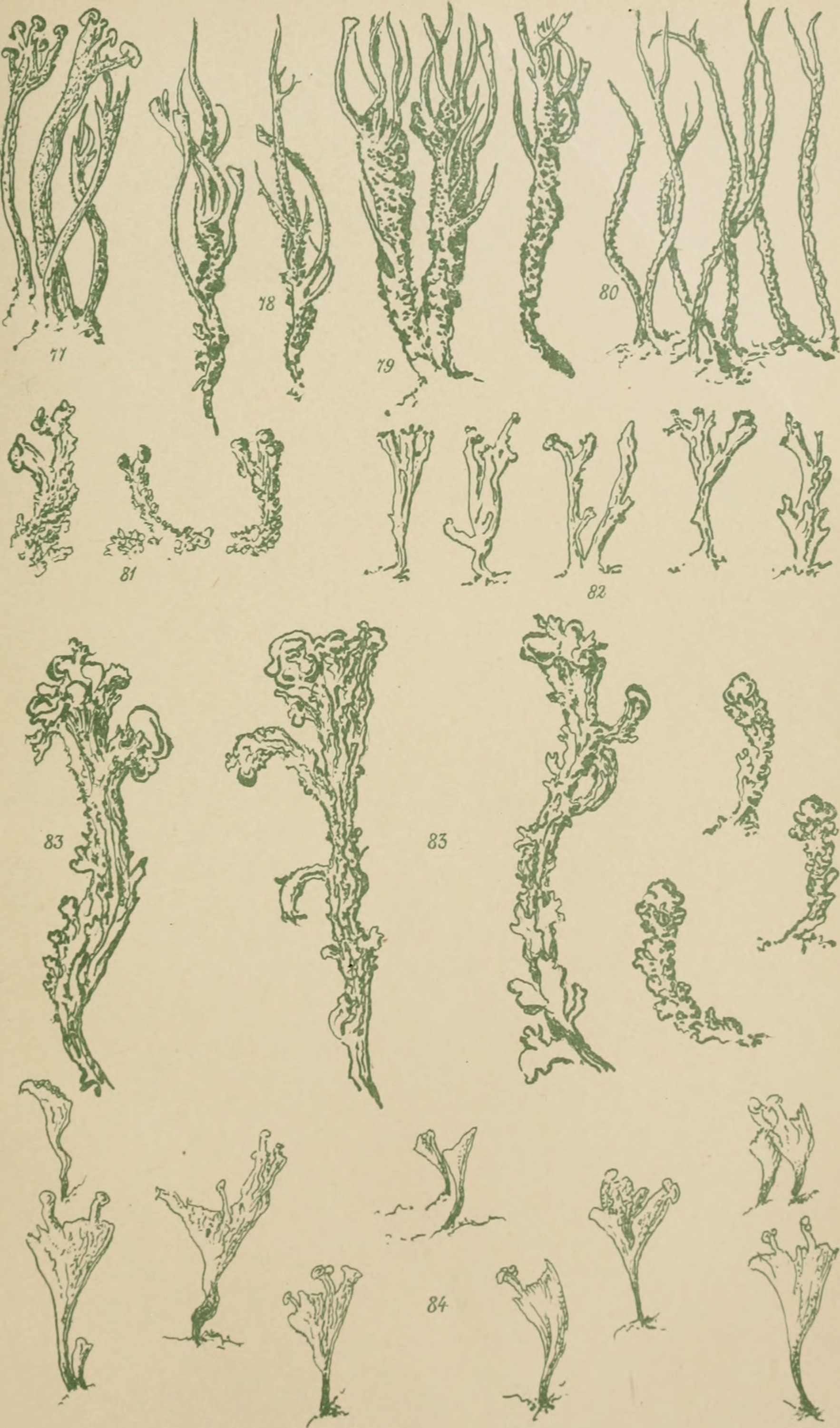
Licheni, 1904

| - Homophron, gen (Britzelm., 1893) Örstadius & E. Larss., 2015 (Psathyrellaceae) - Calocera subsimplex Britzelm. (1891) - Coprinellus marculentus (Britzelm., 1893) Redhead și alții, 2001 (Psathyrellaceae) - Cortinarius livido-ochraceus f. major Britzelm., 1897 (Cortinariaceae) - Cortinarius largiusculus Britzelm., 1892 (Cortinariaceae) - Cortinarius odorifer Britzelm., 1885 (Cortinariaceae) - Cortinarius saporatus Britzelm., 1897 - Cortinarius melleopallens (Fr.) Britzelm., 1892 (Cortinariaceae) - Cortinarius unimodus Britzelm., 1885 (Cortinariaceae) - Cuphophyllus flavipes Britzelm., 1891 (Hygrophoraceae) - Entoloma accline (Britzelm., 1881 Sacc., 1887 (Entolomataceae) - Entoloma accola (Britzelm., 1882) Sacc., 1887 (Entolomataceae) - Entoloma aprile Britzelm., 1885 (Entolomataceae) - Entoloma conferendum (Britzelm., 1882) Noordel. (1980) (Entolomataceae) - Entoloma incarnatofuscescens Britzelm., 1891 (Entolomataceae) - Entoloma turbidatum Britzelm., 1891 (Entolomataceae) - Galerina uncialis (Britzelm., 1890) Kühner, 1935 (Strophariaceae) - Hydnum auratile Britzelm., 1891 (Hydnaceae) - Hygrophorus latitabundus Britzelm., 1899 (Hygrophoraceae) - Hygrophorus ponderatus Britzelm., 1885 (Hygrophoraceae) - Inocybe adaequata Britzelm., 1883 (Inocybaceae) - Inocybe albido-ochracea (Britzelm., 1883) Sacc. & Traverso, 1910 - Inocybe assimilata (Britzelm., 1881) Sacc., 1887 - Inocybe cavipes (Britzelm., 1881) Sacc. & Traverso 1910 | - Inocybe fraudans (Britzelm., 1883) Sacc., 1887 (Inocybaceae) - Inocybe nitidiuscula (Britzelm., 1891) Lapl., 1894 (Inocybaceae) - Lactarius acerrimus Britzelm., 1893 (Russulaceae) - Lactarius albocarneus Britzelm., 1895 (Russulaceae) - Lactarius curtus Britzelm., 1885 (Russulaceae) - Lactarius paludestris Britzelm., 1894 (Russulaceae) - Lactarius repraesentaneus Britzelm., 1885 (Russulaceae) - Lichenomphalia alpina Britzelm., 1890 (Russulaceae) - Lyophyllum deliberatum (Britzelm., 1883) Kreisel (1984) - Marasmius querceus Britzelm. (1896) - Melanoleuca luteolosperma (Britzelm., 1894) Singer (1935) - Panaeolus cinctulus (Bolton) Britzelm. (1891) - Pholiota suberebia (Britzelm., 1893) Sacc. & Traverso (1911) - Pleurotus fuligineocinereus (Britzelm., 1898) Sacc. & Trotter (1912) - Pluteus romellii (Britzelm., 1891) Sacc. (1895) - Psathyrella marcescibilis (Britzelm., 1891) Singer (1951) - Russula atropurpurea (Krombh.) Britzelm., 1893 (Russulaceae) - Russula cavipes Britzelm., 1893 (Russulaceae) - Russula paludosa Britzelm., 1891 (Russulaceae) - Russula roseozonata (Post) Britzelm., 1885 (Russulaceae) - Tricholoma fracticum Britzelm., 1892) Kreisel, 1984 (Tricholomataceae) |

## Onoruri
- Membru de onoare al Bayerische Botanische Gesellschaft in München („Asociației Bavareze de Botanică din München”), 1903
- Membru de onoare al Naturwissenschaftlicher Verein für Schwaben in Augsburg („Asociației Științifice pentru Șvabia în Augsburg”), 1909
- Ordinul de Merit „Sfântul Mihail” (Bavaria) de clasa a 4-a cu coroană, 1899

## Eponime
Următoarele specii au fost denumite în onoarea lui Max Britzelmayr:
| - Agaricus britzelmayrii Schulzer, 1883, azi (Agrocybe praecox (Strophariaceae) - Boletus britzelmayrii Sacc. & Trotter, 1912 (Boletaceae) - Caloplaca britzelmayrii (Hue) Zahlbr., 1930; (Teloschistaceae) - Coprinus britzelmayrii Sacc. & Cub., 1887 Agaricaceae - Cortinarius britzelmayrii Reumaux, 2000, azi Cortinarius britzelmayrii, (Cortinariaceae) - Dendrosarcus britzelmayrii O.Kuntze, 1898 (Pleurotaceae) - Hydnum britzelmayrii Sacc., 1895 (Hydnaceae) - Hypholoma britzelmayrii (Schulzer) Sacc., 1887 (Hymenogastraceae) - Involucrothele britzelmayrii Servít, 1953 (Verrucariaceae) - Lachnella britzelmayriana (Rehm) Boud., 1907 (Lachnaceae) - Lasiosphaeria britzelmayrii Sacc., 1883, azi Trematosphaeria paradoxa, (Trematosphaeriaceae) | - Lecidea britzelmayrii Hue, 1913 (Lecideaceae) - Lenzites britzelmayrii Killerm., 1925 (Polyporaceae) - Melanomma britzelmayrianum (Rehm) Sacc., 1883, azi Splanchnonema britzelmayrianum, (Pleomassariaceae) - Psilosphaeria britzelmayrii (Sacc.) Cooke, 1887, (Trematosphaeriaceae) - Russula britzelmayrii Romell, 1893, azi Russula veternosa (Russulaceae) - Solenopezia britzelmayriana (Rehm) Sacc., 1889 (Lachnaceae) - Splanchnonema britzelmayrianum (Rehm) Boise, 1985 (Pleomassariaceae) - Trematosphaeria britzelmayriana (Rehm) Sacc., 1883, azi Splanchnonema britzelmayrianum, (Pleomassariaceae) - Tremella britzelmayrii Sacc. & P.Syd. 1899; (Tremellaceae) - Trichopeziza britzelmayriana Rehm, 1882 (Lachnaceae) - Zignoella britzelmayrii (Sacc.) Sacc., 1886, (Trematosphaeriaceae) |

## Publicații (selecție)

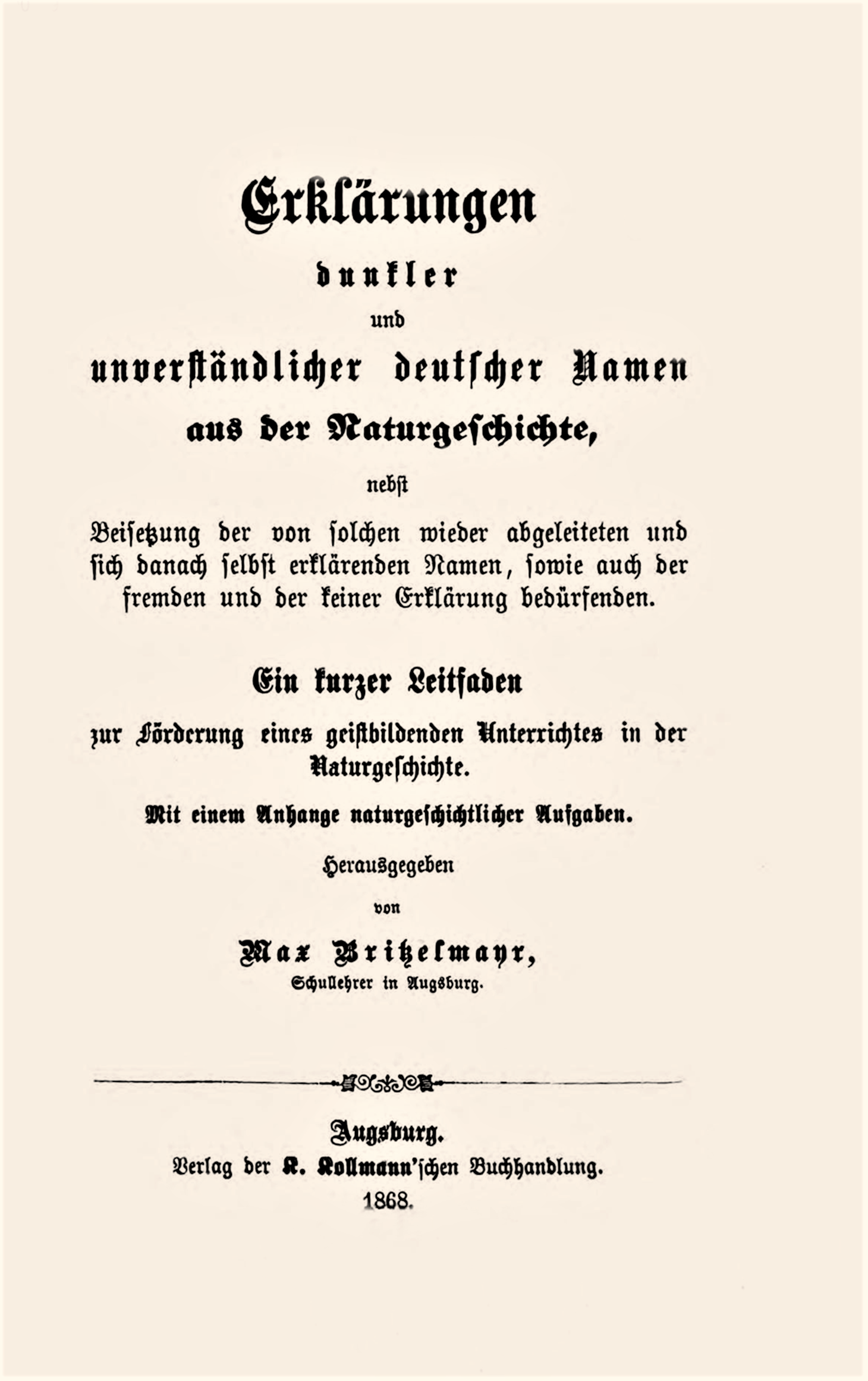
Britzelm.: Istorie naturală 1868

- Deutsche Aufsatz-, Sprach- und Rechtschreiblehre für die Oberclassen der Volksschule, Editura K. Kollmannsche Buchhandlung, Augsburg 1868
- Erklärungen dunkler und unverständlicher deutscher Namen in der Naturgeschichte, Editura K. Kollmannsche Buchhandlung, Augsburg 1868, în 7 ediții
- Die Lichenen der Flora von Augsburg, în: Bericht  des  Naturwissenschaftlichen Vereins von Schwaben und Neuburg, nr. 23, 1875
- Die Hymenomyceten Augsburgs und seiner Umgebung (cu 10  plăci), în: Bericht des Naturhistorischen Vereins in Augsburg, nr. 25, 1879
- Dermini aus Südbayern  (cu 19 plăci), Editura Friedländer  &  Sohn, Berlin 1882
- Dermini und Melanospori aus Südbayern, în: Bericht des Naturhistorischen Vereins in Augsburg, nr. 27, 1883, p. 147-196
- Hymenomyceten aus Südbayern, în: Bericht des Naturhistorischen Vereins in Augsburg, nr. 28, Augsburg 1885, p. 121-160
- Hundert Erzählungen aus der bayerischen Geschichte, Editura Oldenbourg, München 1890
- Das Genus Cortinarius, în: Botanisches Zentralblatt, nr. 27, München 1892
- Russula atropurpurea, în: Botanisches Zentralblatt, nr. 54, München 1893
- Hymenomyceten aus Südbayern in Woret und Bild, în: Bericht des Naturhistorischen Vereins in Augsburg, nr. 31, 1894, p. 157-222
- Zur Hymenomyceten-Kunde, seria I, 1–16, cu 55 plăci colorate, Editura Friedlaender & Sohn,  Berlin 1895
- Materialien zur Beschreibung der Hymenomyceten, în: Botanisches Centralblatt, nr. 71, München 1897, p. 49-59 și 87-96
- Revision der Diagnosen zu den von M. Britzelmayr aufgestellten Hymenomyceten-Arten, 2 volume, Editura Gotthelft, Kassel 1898-1900
- Die Lichenen der Allgäuer Alpen, în: Bericht der Naturwissenschaftlichen Vereins für Schwaben und Neuburg (A. V.) in Augsburg, nr. 34, 1900, p. 73-139
- Lichenes exsiccati aus der Flora von Augsburg, Editura Friedlaender & Sohn,  Berlin 1900
- Die Lichenen aus Südbayern in Wort und Bild, în: Bericht der Naturwissenschaftlichen Vereins für Schwaben und Neuburg (A. V.) in Augsburg, nr. 37, 1906
- Neues aus den Lich. exs. aus Südbayern in Wort und Bild, în: Beihefte zum Botanisches Zentralblatt, vol. 22, secția a 2-a, München 1907, p. 742-847
- Deutsche Lichenes exsiccati in Wort und Bild, în: Bericht der Naturwissenschaftlichen Vereins für Schwaben und Neuburg (A. V.) in Augsburg, nr. 38, 1908
- Revision der Diagnosen zu den von M. Britzelmayr aufgestellten Hymenomyceten-Arten în: Botanisches Zentralblatt, suplement, vol. 26 nr. 2, München 1909, p. 205-225